# هراوارد هاکوبیان
هراوارد هراچیایی هاکوبیان (ارمنی: Հրավարդ Հրաչյայի Հակոբյան؛  زادهٔ ۱۳ سپتامبر ۱۹۳۰) تاریخ‌نگار هنر اهل ارمنستان است.

## زندگی‌نامه
وی در ۳۰ ستپامبر ۱۹۳۰ در واغارشاپات به دنیا آمد و از کالج دولتی هنرهای زیبای پانوس ترلمزیان و دانشگاه دولتی ایروانفارغ‌التحصیل گشت. همچنین برندهٔ جوایزی همچون مدال طلای وزارت فرهنگ جمهوری ارمنستان و چهره علمی افتخاری جمهوری ارمنستان شده است.

## نگارخانه

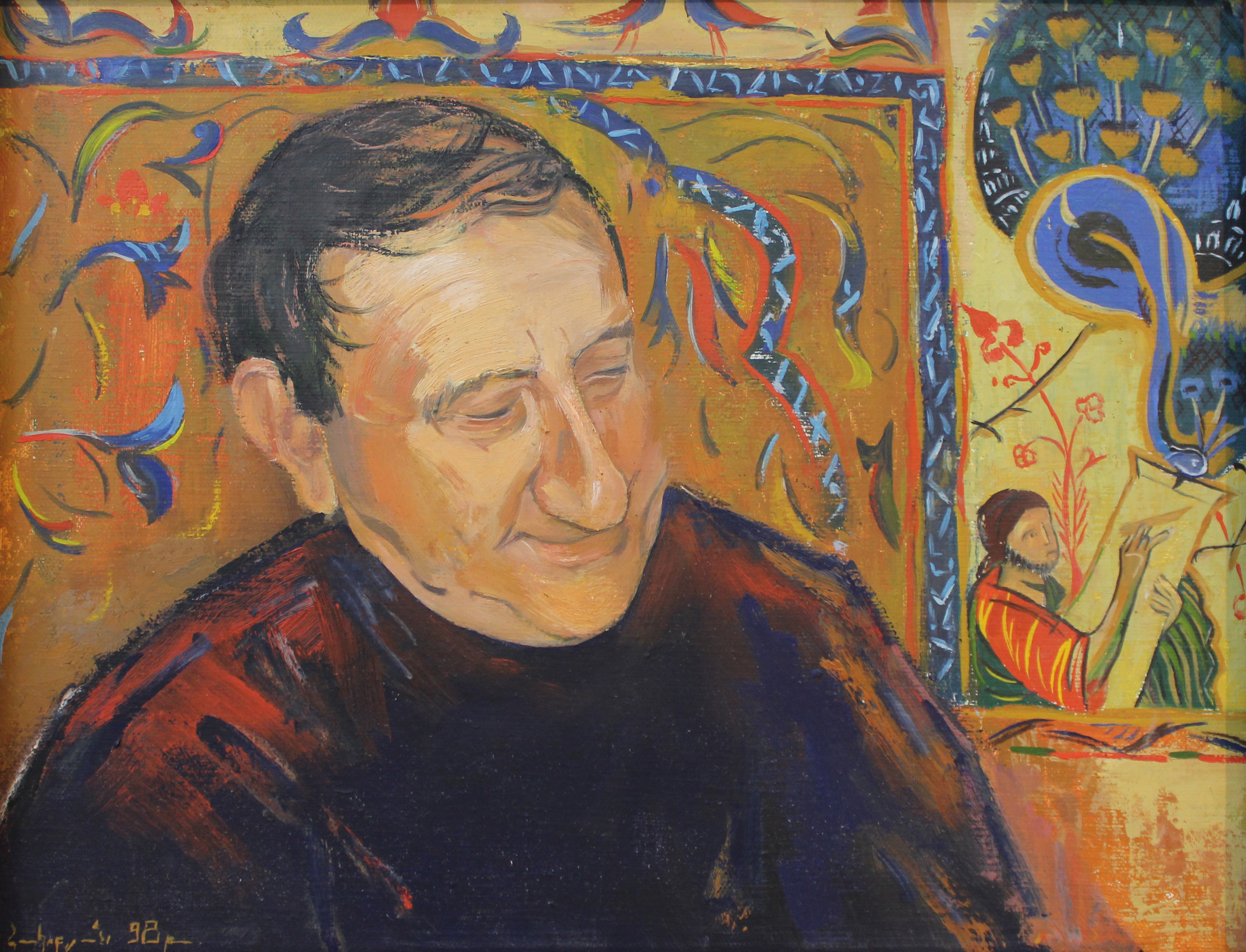

## یادداشت
الگو:یادداش
1. ↑  Էսմերալդա Ավետիսյան
2. ↑  Հրաչյա Հակոբյան